# Немски шпиц
Немският шпиц е порода кучета от немски произход, произлезли от него са още няколко съвременни породи кучета.

## История
Немският шпиц е най-старата порода кучета в Централна Европа, за която датират данни още от каменната ера. Произхода на породата започва в Германия. Шпицовете са изключително популярни в Германия, Австрия, Холандия и Великобритания. Шпицообразните кучета са считани за най-древните от известните на човека породи. До историческите кучета, чиито изкопаеми останки са намерени в Скандинавия, Русия и Швейцария, най-много приличат на съвременните шпицообразни. В групата на немските шпицове има кучета с най-разнообразни размери и окраски

## Характер
Немският шпиц се отличава с уравновесен характер и добро здраве. То е подвижно, издръжливо и смело куче, недоверчиво към непознати. Отличава се като добър страж на дома и е силно привързан към стопанина и семейството му. Понякога проявява твърдоглавие и чепат характер и при обучението му е нужно малко повече търпение.

## Породи
Международната федерация по кинология определя немския шпиц (Deutscher Spitz) в 5 група.
- Вълчи шпиц
- Померан

## Подобни породи
Вълчи шпиц
Померан
Мини немски шпиц
Дългокосместо чихуахуа

## Външен вид
Немският шпиц е обикновено черен, златист или бял по стандарт, но малките могат да имат различни цветови комбинации /смески между няколко цвята/. Отличителни белези – всички немски шпицове имат на главата двойна козина; триъгълни уши /подобни на лисичи/ и опашка, която е навита над гърба задължително два пъти; косъмът е твърд и лъскав, а на опашката е като ветрило когато я отпусне. Въпреки че малкият немски шпиц и померана си приличат много до 3-тия месец, те не са една и съща порода. Също така, въпреки че американски Eskimo Dog и Японски шпиц изглеждат почти еднакви, всъщност те са два различни вида с различни родове и история на породата.

## Допълнително
Намират се няколко размера на тази порода. Те са: Голям, Среден и Малък („Той“ или Мини). Големият е с височина: 40 – 46 сантиметра и тегло: 25 – 28 килограма. Средният е с височина: 29 – 36 сантиметра и тегло: 8 – 13 килограма. Малкият е с височина: 23 – 28 сантиметра и тегло: 4 – 5 килограма.